# Ефект Кулєшова
Ефект Кулєшова — при монтажі в кіно, поява нового сенсу від зіставлення двох кадрів, поставлених поруч. Описано засновником радянської школи кіно Львом Кулєшовим в книзі «Мистецтво кіно», опублікованій в 1929 році, а також в більш ранніх його статтях.

## Опис
Сенс здійсненого Львом Кулєшовим експерименту полягав в наступному.
Спочатку була здійснена зйомка великим планом актора Івана Мозжухіна, коли той сидить і просто дивиться кудись. Для експерименту були зняті також 3 інших плани: тарілка гарячого, що випускає пар супу; дитина в труні; молода дівчина на дивані. Потім плівка з планом актора була розрізана на три частини і склеєна окремо з кадрами наповненою супом тарілки, з кадрами дитини в труні і з кадрами дівчини на дивані. Кожен з монтажних шматків, з портретом Мозжухіна на початку, Кулєшов продемонстрував невеликій аудиторії, що складається з його колег з кіновиробництва.
Всі глядачі, які переглянули фрагменти, незалежно один від одного прийшли до висновку, що на першому фрагменті герой хоче поїсти і притягнутий хорошим обідом, у другому — засмучений смертю дитини, в третьому — зачарований лежачою на дивані дівчиною. Насправді вираз обличчя актора у всіх трьох випадках було одним і тим же.
Експеримент переконливо показав, що вміст подальшого кадра здатен повністю змінити зміст попереднього кадру. Це явище було названо «ефектом Кулєшова».
Можливо, Кулєшов не ставив цей експеримент саме в такому вигляді, оскільки більшість подробиць відома лише з усних розповідей Всеволода Пудовкіна, проте беззаперечно, він досліджував явище монтажу і його можливості. Крім поєднання обличчя з різни ми картинками, відомі досліди Кулєшова «Творима земна поверхня», у якому монтажем поєднувалися Москва і Вашингтон, «Творима людина», де частини тіла різних людей поєднувалися, створюючи ілюзію, що вони належать одній людині.
Сам експеримент здобув світову популярність і поряд з «географічним» експериментом Кулєшова став хрестоматійним поясненням двох головних функцій монтажу в кіно. Роки по тому американський кінорежисер Альфред Гічкок скаже про ефект Кулєшова: «Це — справжнє мистецтво створення ідей».

## Дослідження
Ефект Кулешова почали вивчати психологи лише в останні роки. Прінс і Хенслі (1992) відтворили оригінальний дизайн дослідження, але не виявили передбачуваного ефекту. У дослідженні взяли участь 137 осіб, але це був однократний міжсуб'єктний експеримент, який схильний до шуму в даних. Моббс та ін. (2006) провели внутрішньосуб'єктне дослідження фМРТ і виявили ефект для негативної, позитивної або нейтральної валентності. Коли нейтральне обличчя показували за сумною сценою, вона здавалася сумною; коли його показували за щасливою сценою, вона здавалася щасливою. Пізніше Барратт, Редей, Іннес-Кер і ван де Вейєр (2016) протестували 36 учасників, використовуючи 24 послідовності фільмів з п'ятьма емоційними станами (щастя, смуток, голод, страх і бажання) і нейтральну контрольну умову. Знову ж таки, вони показали, що нейтральні обличчя були оцінені відповідно до стимульного матеріалу, що підтверджує висновки Моббса та ін. (2006).
Таким чином, незважаючи на початкові проблеми з експериментальною перевіркою ефекту Кулешова, дослідники тепер погоджуються з тим, що контекст, в якому показують обличчя, має значний вплив на те, як воно сприймається.
Щоб з'ясувати, чи можна викликати ефект Кулешова на слух, Барановскі та Хехт наклали різні кліпи з обличчями на нейтральні сцени, які супроводжувалися веселою музикою, сумною музикою або взагалі без музики. Вони виявили, що музика суттєво впливала на емоційну оцінку учасниками виразу обличчя.